# Stanisław Kołodziejski

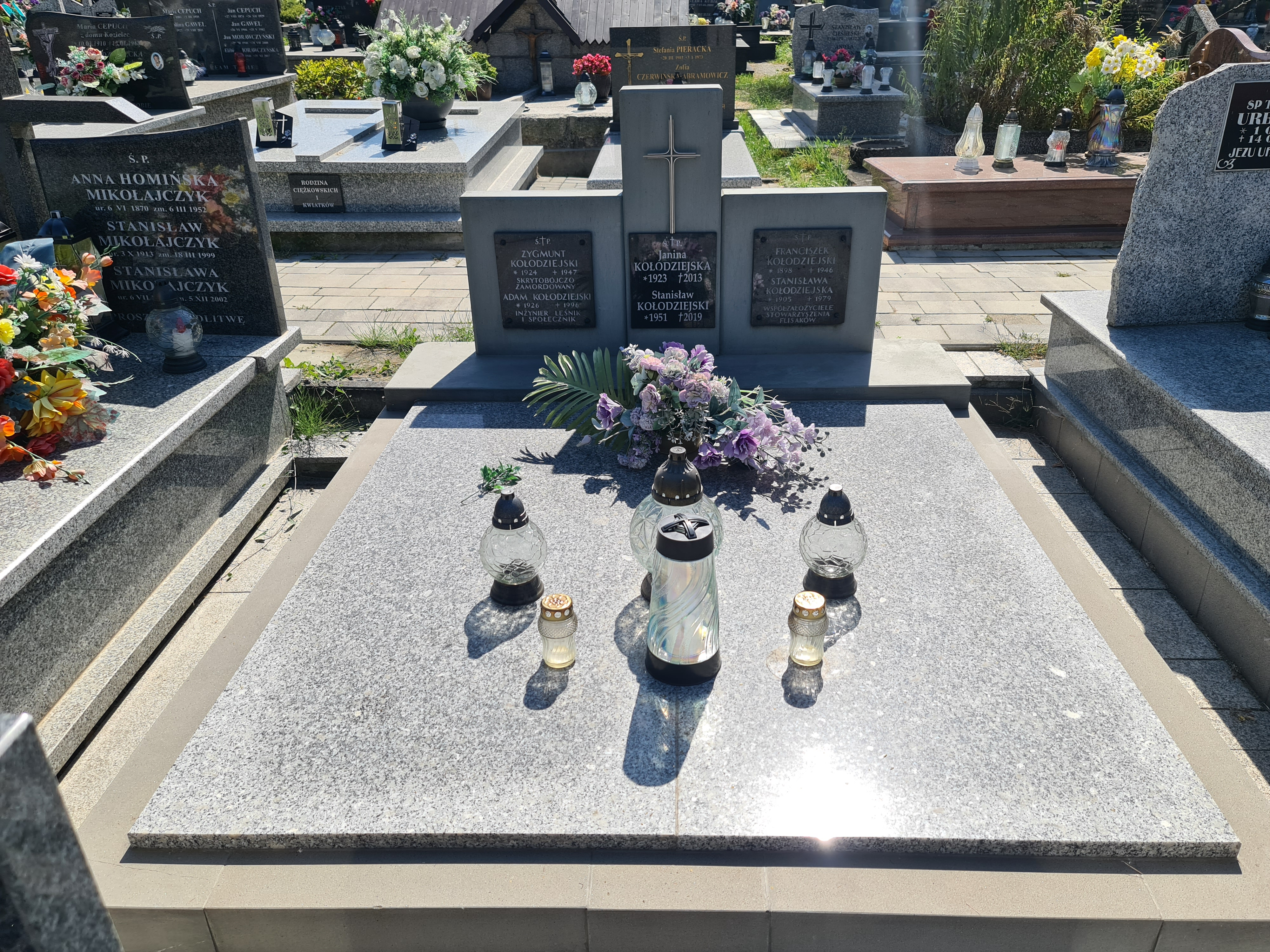
Grób rodzinny Stanisława Kołodziejskiego na cmentarzu komunalnym w Krościenku nad Dunajcem

Stanisław Kołodziejski (ur. 1 listopada 1951 w Krościenku nad Dunajcem, zm. 10 września 2019) – polski historyk, dr hab.

## Życiorys
W 1977 ukończył studia archeologiczne na Uniwersytecie Jagiellońskim. W latach 1976–1983 pracował w Muzeum Archeologicznym w Krakowie, w latach 1983–1990 w Wojewódzkim Ośrodku Archeologiczno-Konserwatorskim w Kielcach. 2 stycznia 1989 obronił pracę doktorską pt. Średniowieczne rezydencje obronne możnowładztwa na terenie województwa krakowskiego. Od 1991 był zatrudniony w Regionalnym Ośrodku Badań i Dokumentacji Zabytków w Krakowie, od 1996 w Instytucie Historii Wyższej Szkoły Pedagogicznej w Częstochowie. 27 listopada 2014 habilitował się na podstawie dorobku naukowego i pracy zatytułowanej Cykl publikacji dotyczących średniowiecznego budownictwa obronnego.
Pracował na stanowisku profesora nadzwyczajnego w Narodowym Instytucie Dziedzictwa, Krajowym Ośrodku Badań i Dokumentacji Zabytków, a także w Instytucie Historii na Wydziale Filologiczno-Historycznym Akademii im. Jana Długosza w Częstochowie.
Został pochowany na cmentarzu w Krościenku nad Dunajcem (III C 7).